# Charles Durrett

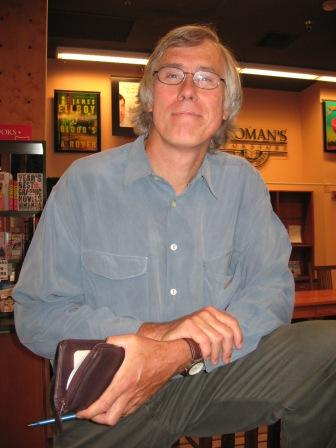
Charles Durrett

Charles Durrett es un arquitecto estadounidense y escritor de libros, residente en Nevada City, California.

## Obra
Junto a su esposa, Kathryn McCamant, Durrett está acreditado como autores del término inglés "cohousing" y como principal introductor del modelo de cohousing en América del Norte. Cohousing es un tipo de la comunidad intencionada compuesta de pequeñas casas particulares o apartamentos con cocinas completas, con el añadido de grandes instalaciones comunes compartidas. Una comunidad de cohousing está planeada, pertenece y está dirigida por los propios residentes. En los últimos años ha centrado su trabajo en ofrecer alternativas de cohousing para personas mayores.
Durrett y McCamant diseñaron Muir Commons, la primera comunidad de cohousing en norteamérica, y ha diseñado o sido consultor en el diseño de más de 50 comunidades de cohousing tanto en los Estados Unidos como en Canadá.  Su experiencia le ha valido para que fuera consultor de muchos otros proyectos de cohousing alrededor del mundo.
Se le considera como una de las mayores referencia a nivel mundial del senior cohousing, también conocido como covivienda para personas mayores, que son comunidades residenciales, con las características de un cohousing, específicamente diseñados para personas mayores con el foco del diseño puesto en el cocuidado entre los diferentes residentes.  
Durrett es el autor del Manual del Senior Cohousing: Autonomía personal a través de la comunidad (2009, editado en español en 2015), y junto a Kathryn McCamant, es co-autor de Cohousing:  A Contemporary Approach to Housing Ourselves (1988) y Creating Cohousing: Building Sustainable Communities (2011).
Ha recibido numerosos premios a nivel individual o compartidos del American Institute os Architecs y otros por varios proyectos complejos. Esto incluye el premio World Habitat de Naciones Unidas en 2001 gracias al proyecto de conservación comunitaria de  East Lake Commons en Atlanta, Georgia.  Uno de los últimos premios fue el Vision 2020 Award del Consejo Empresarial de Sierra.
Durrett obtuvo un grado en arquitectura en 1982 de la Universidad de Arquitectura y Diseño Medioambiental, de Cal Poly San Luis Obispo.